# Jurki (Kętrzyn)
Jurki (deutsch Georgenberg) ist ein Ort in der polnischen Woiwodschaft Ermland-Masuren. Er gehört zur Gmina Kętrzyn (Landgemeinde Rastenburg) im Powiat Kętrzyński (Kreis Rastenburg).

## Geographische Lage
Jurki liegt in der nördlichen Mitte der Woiwodschaft Ermland-Masuren, zwei Kilometer südöstlich der Stadt Kętrzyn (deutsch Rastenburg).

## Geschichte
Das Vorwerk Georgenberg war wie auch das Vorwerk Louisenthal (polnisch Cegielnia) bis 1945 mit der Gemeinde Krausendorf (polnisch Kruszewiec) verbunden. 1874 gehörte es mit der Muttergemeinde zum Amtsbezirk Neuendorf (polnisch Nowa Wieś Kętrzyńska) im ostpreußischen Kreis Rastenburg und wurde 1932 in den Amtsbezirk Schwarzstein (polnisch Czerniki) umgegliedert.
Im Jahre 1885 zählte Georgenberg 68 Einwohner, ebenso viele waren es im Jahre 1905.
Mit der Abtretung des gesamten südlichen Ostpreußen an Polen erhielt Georgenberg 1945 die polnische Namensform „Jurki“. Der Weiler (polnisch Przysiółek) ist heute Teil der Landgemeinde Kętrzyn (Rastenburg) im Powiat Kętrzyński (Kreis Rastenburg), von 1972 bis 1998 der Woiwodschaft Olsztyn, seither der Woiwodschaft Ermland-Masuren zugehörig.

## Kirche
Bis 1945 war Georgenberg in die evangelische Pfarrkirche Rastenburg in der Kirchenprovinz Ostpreußen der Kirche der Altpreußischen Union, außerdem in die römisch-katholische Kirche St. Katharina Rastenburg im Bistum Ermland eingepfarrt.
Katholischerseits besteht der Stadtbezug Jurkis weiterhin, wobei die Pfarrei nun zum Erzbistum Ermland gehört. Auch evangelischerseits besteht der Bezug zu Kętrzyn, zu dessen Johanneskirchengemeinde Jurki jetzt gehört – in der Diözese Masuren der Evangelisch-Augsburgischen Kirche in Polen.

## Verkehr
Jurki ist von Kętrzyn als auch von Wajsznory (Weischnuren) aus auf direktem Wege zu erreichen. Der Bahnhof in Kętrzyn bietet Bahnanschluss an die Bahnstrecke Głomno–Białystok.